# Georges Sioui
Georges Sioui (Ciutat del Quebec, 1948) és un historiador de l'ètnia dels hurons. Resident a Regina (Canadà), és professor d'història de la Universitat de Saskatchewan. Ha estat portaveu del seu poble davant organismes internacionals i president del govern indígena de Vancouver. Autor de Les wendats, une civilisation malconnue (1994), Huron-Wendat: the heritage of the circle (1999) i Pour une autohistoire amerindienne (1992).